# Sinoadina racemosa
Sinoadina  es un género monotípico de plantas con flores perteneciente a la familia de las rubiáceas. Incluye una sola especie: Sinoadina racemosa (Siebold & Zucc.) Ridsdale (1978). Es nativa de Indochina y este de Asia.

## Descripción
Es un árbol de hoja caduca que alcanza un tamaño de 4-12 m de altura, la corteza de color gris, las ramas glabras. Pecíolo  3-6  cm, glabro o puberulento; lámina de la hojas coriáceas, ovadas, ovado-oblongas, o elípticas, de 9-15  x 5 -10  cm, el haz brillante y glabro, el envés glabro a cordado piloso, la base  obtusa, a veces ligeramente desigual, el ápice agudo a acuminado. Inflorescencias con pedúnculos de 1-3 cm, ramificada en parte. El fruto en cápsulas obovoides-cuneadas, de 5-7 mm. Fl. y fr. Mayo-diciembre.

## Distribución y hábitat
Se encuentra en la riberas soleadas, en los bosques, a una altitud de 300-1000 (-1500) metros, en  Anhui, Fujian, Guangdong, Guangxi, Guizhou, Hunan, Jiangsu, Jiangxi, Sichuan, Taiwán, Yunnan, Zhejiang en China y en Japón, Birmania y Tailandia.

## Taxonomía
Sinoadina racemosa fue descrita por (Siebold & Zucc.) Ridsdale y publicado en Blumea Supplement  24(2): 352, en el año 1978.
Sinonimia
- Adina asperula Hand.-Mazz.
- Adina indivisa Lace
- Adina mollifolia Hutch.
- Adina nobilis Geddes
- Adina racemosa (Siebold & Zucc.) Miq.
- Cornus esquirolii H.Lév.
- Nauclea racemosa Siebold & Zucc.
- Nauclea taiwaniana Hayata
- Nauclea transversa Hayata[4]